# Pahlawan Ratu
Pahlawan Ratu is een bestuurslaag in het regentschap Kaur van de provincie Bengkulu, Indonesië. Pahlawan Ratu telt 738 inwoners (volkstelling 2010).